# Hamadryas saurites
Hamadryas saurites är en fjärilsart som beskrevs av Hans Fruhstorfer 1916. Hamadryas saurites ingår i släktet Hamadryas och familjen praktfjärilar. Inga underarter finns listade i Catalogue of Life.